# Списак тврђава у Мађарској
Списак тврђава у Мађарској представља списак остатака средњовековне фортификационе архитектуре на територији Мађарске. На списку се налазе:
- Тврђаве
- Утврђене куле (тзв. „донжон куле“)
- Манастирска утврђења

Овај списак није коначан и у фази је израде, а на њему се налази више назива за исто утврђење ради лакшег сналажења.
А · Б · В · Г · Д · Ђ · Е · Ж · З · И · Ј · К · Л · Љ · М · Н · Њ · О · П · Р · С · Т · Ћ · У · Ф · Х · Ц · Ч · Џ · Ш

## Б
- Буда - Градска утврда у данашњој Будимпешти. Тврђава је данас делимично рестаурирана.

## В
- Вишеград (слч. Visegrádi vár) - Налази се на северу земље на узвишењу изнад Дунава код истоименог насеља. Тврђава је данас делимично рестаурирана.

## Д
- Диошђер (слч. Diósgyőri vár) - Налази се на северу земље. Тврђава је данас делимично рестаурирана.

## Ђ
- Ђула - Налази се на истоку земље, у близини истоименог града. Тврђава је данас делимично рестаурирана.

## Е
- Естергом (слч. Esztergomi vár) - Градско утврђење у истоименом граду у коме се налази чувена катедрала. Тврђава је данас делимично рестаурирана.